# رولاند أنطونيو بيريز فرنانديز
رولاند أنطونيو بيريز فرنانديز هو كاتب وعالم موسيقى كوبي، ولد في عام 1947، في سانتياغو دي كوبا.